# Van-Trees-Ungleichung
Bei der Van-Trees-Ungleichung handelt es sich um eine zentrale Ungleichung aus der bayesschen Schätztheorie, einem Teilgebiet der mathematischen Statistik. Ähnlich wie die Cramér-Rao-Ungleichung aus der frequentistischen Statistik liefert sie eine Abschätzung der Varianz für Punktschätzer und damit eine Möglichkeit, unterschiedliche Schätzer miteinander zu vergleichen. Im Unterschied zur Cramér-Rao-Ungleichung verzichtet die Ungleichung auf die Voraussetzung der Erwartungstreue, ist aber dadurch für erwartungstreue Schätzer etwas schwächer. Für große Stichprobenumfänge unterscheidet sich allerdings die Van-Trees-Schranke nur noch geringfügig von der Cramér-Rao-Schranke.
Die Ungleichung ist benannt nach Harry L. van Trees, der die Ungleichung 1968 erstmals aufstellte.

## Die Ungleichung

### Rahmenbedingungen
Gegeben sei das einparametrige statistische Modell {\displaystyle ({\mathcal {X}},{\mathcal {A}},{\mathcal {(}}P_{\vartheta })_{\vartheta \in \Theta })} mit dominierendem Maß {\displaystyle \mu }. Wir bezeichnen mit {\displaystyle f(x|\vartheta )} die Dichte von {\displaystyle P_{\vartheta }} bezüglich {\displaystyle \mu }.
Über dem Parameterraum {\displaystyle (\Theta ,{\mathcal {B}}(\Theta ))} gibt es zusätzlich ein Wahrscheinlichkeitsmaß {\displaystyle \pi } mit einer Dichte {\displaystyle \lambda (\vartheta )} bezüglich des Lebesgue-Maßes. Damit handelt es sich bei unserem Modell um ein bayessches statistisches Modell.
Es gelten weiterhin folgende Regularitätsbedingungen:
- {\displaystyle \lambda (\vartheta )} und {\displaystyle f(x|\cdot )} sind beide ({\displaystyle \mu }-fast sicher) absolutstetige Funktionen.
- {\displaystyle \Theta } ist ein abgeschlossenes Intervall in {\displaystyle \mathbb {R} }
- Die Funktion {\displaystyle \lambda } konvergiert an den Rändern des Definitionsintervalls {\displaystyle \Theta } gegen {\displaystyle 0}.

### Formulierung
Sei {\displaystyle T=T(X)} ein Schätzer für den Parameter {\displaystyle \vartheta } und {\displaystyle X} eine Zufallsvariable, die wie {\displaystyle P_{\vartheta }} verteilt ist. Wir nehmen zudem an, dass {\displaystyle \operatorname {E} _{\vartheta }[{\frac {\partial }{\partial \vartheta }}\ln f(X,\vartheta )]=0} gilt.
Sei des Weiteren
{\displaystyle I(\vartheta ):=\operatorname {E} _{\vartheta }[S_{\vartheta }^{2}]=\operatorname {E} _{\vartheta }[({\frac {\partial }{\partial \vartheta }}\ln f(X,\vartheta ))^{2}]}
{\displaystyle I(\lambda ):=\operatorname {E} [({\frac {\partial }{\partial \vartheta }}\ln \lambda (\vartheta ))^{2}]}
die Fisher-Information für {\displaystyle \vartheta } beziehungsweise für einen Parameter in {\displaystyle \lambda }. Dabei ist {\displaystyle \operatorname {E} _{\vartheta }} der (gewöhnliche) Erwartungswert bezüglich des Wahrscheinlichkeitsmaßes {\displaystyle P_{\vartheta }} und {\displaystyle \operatorname {E} } der Erwartungswert bezüglich des gemeinsamen Wahrscheinlichkeitsmaßes von {\displaystyle X} und einer {\displaystyle \pi }-verteilten Zufallsvariable {\displaystyle Y}.
Die Ungleichung von van Trees besagt nun:
{\displaystyle \operatorname {E} [(T(X)-\vartheta )^{2}]\geq {\frac {1}{\operatorname {E} [I(\vartheta )]+I(\lambda )}}}

## Anwendungen
Die Ungleichung kann verwendet werden, um zu zeigen, dass in ein- oder zweiparametrigen Modellen keine supereffizienten Schätzer existieren. Dabei ist unter einem supereffizienten Schätzer ein (nicht-erwartungstreuer) Schätzer gemeint, der die Cramér-Rao-Ungleichung unterschreitet.